# Uroš I.
Uroš I. (srpski Урош I, grčki Ούρεσις) bio je veliki župan Raške (Srbija) od oko 1112. do 1145. godine.
Uroš je bio sin čovjeka zvanog Marko, koji je bio sin Petrislava Vojislavljevića i brat velikog župana Vukana, koji se zakleo na vjernost Konstantinu Bodinu, vladaru Duklje. Marko je posjedovao zemlje sjeverno od Raške, na granici s Mađarskim Kraljevstvom. Ime Uroš najvjerojatnije je izvedeno iz mađarske riječi úr — „princ”, što se na slavenske jezike prevodi kao Prvoslav ili Primislav.
Ovo su Uroševa djeca:
- Uroš II.
- Desa Vukanović
- Beloš Vukanović, hrvatski ban
- Jelena, supruga ugarskog kralja Bele II. Slijepog
- Marija Vukanović

Moguće je da je Uroš imao i sina Zavidu.
Poslije smrti kralja Bele, regentsku vlast vršili su kraljeva udovica Jelena i brat joj, palatin Beloš, koji je u dva navrata bio  hrvatski ban.